# لزی
لزی (به فرانسوی: Lezey) یک کمون در فرانسه است که در Canton of Vic-sur-Seille واقع شده‌است.

## خصوصیات
لزی ۷٫۵۱ کیلومترمربع مساحت و ۹۹ نفر جمعیت دارد و ۲۵۰ متر بالاتر از سطح دریا واقع شده‌است.